# Kara Kohler
Kara Michelle Kohler (nascida em 20 de janeiro de 1991) é uma remadora norte-americana.
É natural de Walnut Creek, Califórnia, Estados Unidos.
Nos Jogos Olímpicos de Verão de 2012 em Londres, ganhou a medalha de bronze no skiff quádruplo, junto com Megan Kalmoe, Natalie Dell e Adrienne Martelli.